# Francesco Maturanzio
Francesco Maturanzio, Matarazzo, Mataratius o Maturantius (Deruta, 1443 - Perugia, 20 de agosto de 1518) fue un humanista italiano.

## Biografía
Muy joven salió de su ciudad natal para realizar sus estudios en Ferrara, en Vicenza con el humanista Ognibene Bonisoli, donde copió un códice de Ausonio, y en Verona. Después de volver a Perugia, partió a Rodas para perfeccionar sus conocimientos de griego. En 1473 llegó a Creta, donde entró en contacto con el humanista y copista bizantino Miguel Apostolio y obtuvo algunos manuscritos producidos por su taller: entre ellos, las tragedias de Esquilo (Prometeo, Los siete contra Tebas, Los persas) y las comedias de Aristófanes (Las ranas, Las mujeres en la asamblea) que componen un códice de la Biblioteca Augusta en Perugia. Vuelto de nuevo a esta ciudad, en 1474 fue nombrado secretario de su gobernador Niccolò Perotti, también un humanista eminente, cargo que renovó con su sucesor Lorenzo Zane. En 1493, fallecido su maestro Bonisoli, le ofrecieron su cátedra de poesía y retórica en Vicenza, y allí dio clases durante cinco años, hasta que las disputas económicas con la universidad le hicieron abandonar el cargo. Estuvo entonces durante 1497 en Venecia, donde adquirió varios códices de Aristóteles y sus comentaristas hoy en la Biblioteca Augusta de Perugia: el Comentario de Simplicio el De coelo de Aristóteles; la Ética a Nicómaco y el De fato de Teodoro de Gaza; también el Organon y la Política de Aristóteles y la Isagoge de Porfirio. 
En 1498 volvió a Perugia, donde fue triunfalmente acogido y enseñó en su universidad; ese mismo año desposó a una noble perugina, Semidea, hija de Averardo Montesperelli, de la que tuvo tres hijos: Aurelio Apollinare, Marc’Antonio, profesor de griego en Perugia en 1518, y Angelo Felice. Es muy posible que diseñara el programa iconográfico de la decoración de la Sala de las audiencias del Collegio del Cambio en el Palazzo dei Priori de Perugia, obra maestra del pintor Pietro Vannucci, llamado il Perugino. Suya también es la epigrafía latina de la cartela bajo el autorretrato del pintor. En 1503 el helenista fue elegido canciller comunal, cargo que le fue renovado en varias ocasiones. Murió el 20 de agosto de 1518.
Uno de sus manuscritos, hoy conservado en la Biblioteca Augusta, acredita su presencia en la ciudad en el que se realizaba el proyecto iconográfico del Perugino, con epigramas y poesías laudatorias de las cuatro virtudes cardinales (Fortaleza, Justicia, Prudencia y Templanza). Influenciado por el mundo clásico, particularmente por Valerio Máximo, Lactancio y Cicerón, dispone en sus explicaciones alegóricas de las virtudes, a dos personajes romanos a ambos lados y a un personaje griego en el centro.